# Estádio Carlos Dittborn
O Estádio Carlos Dittborn é um estádio de futebol localizado em Arica, Chile.
Inaugurado em 15 de Abril de 1962, foi uma das sedes da Copa do Mundo de 1962.
O nome do estádio é uma referência a Carlos Dittborn Pinto, presidente da Conmebol e do comité organizador da Copa do Mundo, que faleceu alguns dias antes na inauguração.

## Jogos da Copa do Mundo de 1962
- 30 de Maio:  Uruguai 2 - 1  Colômbia
- 31 de Maio:  União Soviética 2 - 0  Iugoslávia
- 2 de Junho:  Iugoslávia 3 - 1  Uruguai
- 3 de Junho:  União Soviética 4 - 4  Colômbia
- 6 de Junho:  União Soviética 2 - 1  Uruguai
- 7 de Junho:  Iugoslávia 5 - 0  Colômbia
- 10 de Junho:  Chile 2 - 1  União Soviética - Quartas de Final

## Ligações Externas
- Google Maps - Foto por Satélite